# Tusen år till julafton
Tusen år till julafton var Sveriges Televisions julkalender 2015.
2015 års julkalender i SVT leddes av Erik Haag och Lotta Lundgren från SVT-serien Historieätarna, som reste tusen år genom historien, från år 1015 till julafton 2015, för att berätta barnens svenska historia. TV-serien utspelade sig under alla fyra årstiderna från vikingatidens vår till dagens vinter (julafton); och olika barn agerar bisittare i varje avsnitt. Tusen år till julafton tog sig an historien ur barnens perspektiv, med ämnen som kläder, boende, försörjning, matbrist och rädslan för svält och krig.

## Produktion
Inspelningarna påbörjades hösten 2014. Några av inspelningsplatserna i programmen är Järnåldershuset Körunda, Birka, Visby, Skansen, Falu koppargruva, Vadstena slott, Tensta Kyrka, Salsta Slott, Ulriksdals slott, Färsna gård, Jamtli, Nyckelvikens herrgård, M/S Gustaf III och Bogesunds slott.
Likt Historieätarna regisserades julkalendern av Karin af Klintberg och varje avsnitt byggde på researchunderlag från historiker och andra experter.
Programserien låter familjen, bestående av Erik Haag, Lotta Lundgren, och diverse medverkande barn, leva som allt ifrån tidsepokens överklass inklusive kungligheter ända ner till tidstypisk underklass. Till exempel i avsnitten om vikingatiden; i det ena avsnittet får familjen mycket mat och är den högst uppsatta familjen i sin by medan i det andra spelar familjen trälar som säljes på en slavmarknad.
Dessutom agerar gästskådespelarna Shima Niavarani, Olof Wretling och Kakan Hermansson bärare av tidens ideal och stränga uppfostringsidéer. Vinjettmusiken är skriven av Mauro Scocco, berättarrösten gjordes av Stina Ekblad, och seriens kock var Tareq Taylor.
| ”                                                | Huvudpersoner i kalendern är inte jag och Erik. Vi är lekledare och rekvisita till barn som gör ett experiment att prova en dag på riktigt i en annan tid | „ |
| – Lotta Lundgren, intervjuad av Göteborgs-Posten | |   |

## Avsnitt
| Avsnitt | Sändningsdatum   | Avsnittsrubrik                                          | Gäster                                                                                                  | Medverkande barn |
| ------- | ---------------- | ------------------------------------------------------- | --- | --- |
| 1       | 1 december 2015  | 1015: För tusen år sedan                                | - | Hjalmar af Klintberg, Cleo Ryberg, Elma Thomhave, Sabina Walldin                                                                  |
| 2       | 2 december 2015  | 1015: Livet som träl                                    | Kakan Hermansson                                                                                        | Hjalmar af Klintberg, Cleo Ryberg, Elma Thomhave, Sabina Walldin                                                                  |
| 3       | 3 december 2015  | 1300-talet: En dag på riddarskola                       | Kakan Hermansson                                                                                        | Morris Berglund-Andreassen, Elsa Nordström                                                                                        |
| 4       | 4 december 2015  | 1300-talet: Digerdöden                                  | Olof Wretling                                                                                           | Morris Berglund-Andreassen, Elsa Nordström, Cleo Ryberg                                                                           |
| 5       | 5 december 2015  | 1500-talet: Barnarbetare i gruvan                       | Olof Wretling                                                                                           | Oliver Hellman Kristensson, Sigrid Johnson, Melina Lindskog Pascalidou                                                            |
| 6       | 6 december 2015  | 1500-talet: Pappa heter Gustav Vasa                     | Olof Wretling                                                                                           | Liam Forsberg Mustafa, Oliver Hellman Kristensson, Sigrid Johnson, Abbe Marthin                                                   |
| 7       | 7 december 2015  | 1600-talet: En tid med häxor                            | Shima Niavarani                                                                                         | Morris Berglund-Andreassen, Cleo Ryberg, Arvid Sand, Sabina Walldin                                                               |
| 8       | 8 december 2015  | 1600-talet: De fyra stånden                             | - | Hjalmar af Klintberg, Matheus Holmgren, Sigrid Johnson, Sabina Walldin                                                            |
| 9       | 9 december 2015  | 1700-talet: Gustav den tredje som barn                  | Kakan Hermansson                                                                                        | Matheus Holmgren, Abbe Marthin, Elma Thomhave, Sabina Walldin, Amélie Gaugirard, Olivia Gaugirard                                 |
| 10      | 10 december 2015 | 1700-talet: En dag på barnhus                           | Kakan Hermansson, Shima Niavarani                                                                       | Kaj Ljungberg, Abbe Marthin, Elsa Nordström, Elma Thomhave, Lola Vibenius                                                         |
| 11      | 11 december 2015 | Början av 1800-talet: Namnsdagsfirande och barnbal      | Kakan Hermansson                                                                                        | Aston Ericsson, Lucille Muvemba Lidström, Elsa Nordström, Morris Berglund-Andreassen, Doris Wretling, Miles Östrand               |
| 12      | 12 december 2015 | Mitten av 1800-talet: Gå i skola eller jobba på fabrik? | Olof Wretling                                                                                           | Melvin Berglund-Andreassen, Morris Berglund-Andreassen, Sigrid Johnson, Aston Ericsson, Doris Wretling                            |
| 13      | 13 december 2015 | Början av 1900-talet: En dag som statare                | Kakan Hermansson, Olof Wretling                                                                         | Melvin Berglund-Andreassen, Morris Berglund-Andreassen, Cleo Ryberg, Nora Elovsson, Hedvig Nyström, Tove Nyström, Aston Torselius |
| 14      | 14 december 2015 | 1910-talet: Livet som lungsjuk                          | Shima Niavarani                                                                                         | Sigrid Johnson, Lucille Muvemba Lidström, Arvid Sand, Olof Neppelberg, Juliette Safavi                                            |
| 15      | 15 december 2015 | 1920-talet: Familjen blir vräkt                         | Shima Niavarani                                                                                         | Elsa Nordström, Arvid Sand, Elma Thomhave, Esther Wihlke                                                                          |
| 16      | 16 december 2015 | 1930-talet: Sommarlov på kollo                          | Olof Wretling                                                                                           | Melvin Berglund-Andreassen, Matheus Holmgren, Sigrid Johnson, Kaj Ljungberg, Elsa Nordström                                       |
| 17      | 17 december 2015 | 1939–1945: Under andra världskriget                     | - | Hilda Pakarinen, Arvid Sand, Sabina Walldin                                                                                       |
| 18      | 18 december 2015 | 1950-talet: Mamma börjar jobba                          | Kakan Hermansson                                                                                        | Matheus Holmgren, Elsa Nordström, Elma Thomhave, Aston Ericsson, Karin Onn-Åström                                                 |
| 19      | 19 december 2015 | 1960-talet: Familjemedlem på fyra hjul                  | Kakan Hermansson                                                                                        | Hjalmar af Klintberg, Morris Berglund-Andreassen, Sabina Walldin                                                                  |
| 20      | 20 december 2015 | 1970-talet: Demonstrera mot julterrorn                  | Kakan Hermansson                                                                                        | Hjalmar af Klintberg, Cleo Ryberg, Elma Thomhave, Sabina Walldin                                                                  |
| 21      | 21 december 2015 | 1970-talet: Bo i kollektiv                              | Kakan Hermansson, Olof Wretling                                                                         | Algot af Klintberg, Hjalmar af Klintberg, Oliver Hellman Kristensson, Sigrid Johnson                                              |
| 22      | 22 december 2015 | 1980-talet: Skidtur och räkfrossa                       | Olof Wretling                                                                                           | Oliver Hellman Kristensson, Sigrid Johnson, Hjalmar af Klintberg                                                                  |
| 23      | 23 december 2015 | 1990-talet: Internet kommer                             | Olof Wretling                                                                                           | Melvin Berglund-Andreassen, Abbe Marthin, Elsa Nordström                                                                          |
| 24      | 24 december 2015 | 2015: Julafton i vår egen tid                           | Stina Ekblad, Erik Haag, Kakan Hermansson, Lotta Lundgren, Shima Niavarani, Tareq Taylor, Olof Wretling | Alla medverkande barn |

## Papperskalender
Årets papperskalender ritades av North Kingdom som också utvecklade ett mobil- och webbplatsspel på julkalendern. Papperskalendern föreställer en småstad under vintertid på natten. Kalendern hade en lucka 0 som det var en docka bakom som man kunde använda i spelet som huvudkaraktär.

## Mottagande
Tusen år till julafton blev den mest sedda julkalendern sedan tittarmätningsmetoden ändrades 1993.
Aftonbladet tycker den "förtjänar att bli en klassiker".  Svenska Dagbladet tyckte programledarna "hade lite för roligt", och att barnen hade svårt "sno rampljuset från de vuxna," men gav ändå betyget fyra (av sex).  Johanna Hagström på Göteborgs-Posten däremot tycker serien är bedövande seg", även om hon skriver "Bäst blir det när de charmiga barnen får ta mycket plats". . Skånska Dagbladet gillar vad de ser, och tar särskilt upp seriens kock Tarek Taylor "[som] lagar allt från flådd bäver till fylld komage och barnen smakar, imponerande nog, på allt han serverar." 
Lilla Cleo, 3 år, blev något av seriens stjärnskott. 
SVT:s julkalendrar brukar bli anmälda till Granskningsnämnden och 2015 års upplaga var inget undantag. Seriens avsnitt om 1970-talet innehåller tidstypisk barnbok som visar nakna människor och nämner begreppet "vuxenmys".  

## Rättighetstvist
8 september 2016 rapporterade Kulturnyheterna enligt Expressen att en rättighetstvist mellan SVT och Sony kan förhindra framtida visningar av julkalendern, inklusive utgivning på DVD. Produktionsbolaget Fremantle, som nu ägs av Sony, var delaktigt i att utforma formatet till programmet Historieätarna med Lotta Lundgren och Erik Haag som programledare. Sony hävdar enligt Kulturnyheterna att man äger rättigheterna till bägge serierna.
SVT:s kommunikationsdirektör, Sabina Rasiwala, dementerade att någon tvist pågår.  9 september kunde dock flera nyhetsmedia rapportera att enkom hotet om en stämning gör att SVT väljer att avstå vidare utgivning. "Efter en samlad bedömning i dag så kommer vi inte att ta en sådan tvist" säger SVT:s kanal- och tablåchef Thomas Nilsson till Kulturnyheterna.
Karin af Klintberg, regissör och producent, beklagar tvisten å det djupaste. "Vi tycker att det är jättetråkigt att den här serien som bygger på en enorm research och som verkligen kan ge kunskaper om vår historia inte ska kunna visas igen".
2024 fanns kalendern att titta på hos Internet Archive.

## Datorspel
I samband med julkalendern utvecklades ett spel med samma namn av North Kingdom som bygger på serien. Totalt arbetade 6 personer på spelet där Linus Nilsson ansvarade för produktionen. North Kingdom utformade också årets papperskalender som är integrerad i spelet däribland genom att kalendern har en lucka 0 som spelarens rollfigur finns bakom.
Webbplatsen Pappas appar gav spelet 3 av 5 i betyg.

### Fotnoter
1. 1 2 3  Julkalendern 2015, Nöjesguiden: Kakans blogg, 2015-03-22
2. ↑  Julkalendern visar barnens historia Arkiverad 5 augusti 2015 hämtat från the Wayback Machine., Göteborgs-Posten, 15 maj 2015
3. 1 2  Julkalendern ska bli en smakrik historielektion, Dagens Nyheter, 8 oktober 2014
4. ↑  Julkalendern 2015 på Birka / Swedish National Television at Birka, Facebook.com, 2015-03-04
5. ↑  Bakom kulisserna på julkalendern i Visby, helagotland.se, 2015-02-20
6. ↑  Julkalendern visar barnens historia Arkiverad 19 november 2015 hämtat från the Wayback Machine., helagotland.se, 2015-05-15
7. ↑  Historieätarna spelar in julkalender på Vadstena slott, Sveriges Radio, 2015-04-17
8. ↑  TV: Julkalendern spelas in i Falu gruva Arkiverad 19 november 2015 hämtat från the Wayback Machine., Dala-Demokraten, 2015-04-15
9. ↑  Haags och Lundgrens nakenlöfte till slottet, Expressen, 2015-06-09
10. ↑  TV: Här spelas årets julkalender in i Norrtälje Arkiverad 5 augusti 2015 hämtat från the Wayback Machine., Norrtelje Tidning, 2015-07-02
11. ↑  Historieätarna spelar in på Jämtli Arkiverad 19 november 2015 hämtat från the Wayback Machine., Östersunds-Posten, 2015-03-10
12. ↑  ”Slott i Uppland med i julkalendern”. svt.se. http://www.svt.se/nyheter/regionalt/uppsala/slott-i-uppland-med-i-julkalendern?mobilregionalmeny=1&gmenu=1. Läst 9 december 2015.
13. ↑  ”Historieätarna” blir julkalender, Svenska Dagbladet, 8 oktober 2014
14. ↑  Full fart med julkalender och matlagning för Tareq Taylor Arkiverad 19 november 2015 hämtat från the Wayback Machine., Tidningen Hotell & Restaurang, 2015-08-21
15. ↑  http://www.gp.se/n%C3%B6je/julkalendern-d%C3%A4r-barn-leker-historia-1.169728
16. ↑  Avsnittens eftertexter
17. ↑  ”För tredje året: Skelleftebaserad designbyrå gör julkalendern - både app och papper”. norran.se. https://norran.se/nyheter/not-found/artikel/for-tredje-aret-skelleftebaserad-designbyra-gor-julkalendern-bade-app-och-papper-/r4y7w28r. Läst 8 januari 2024.
18. 1 2 3  ”För tredje året: Skelleftebaserad designbyrå gör julkalendern - både app och papper”. norran.se. https://norran.se/nyheter/not-found/artikel/for-tredje-aret-skelleftebaserad-designbyra-gor-julkalendern-bade-app-och-papper-/r4y7w28r. Läst 8 januari 2024.
19. ↑  Rekordmånga såg årets julkalender Aftonbladet, 28 december 2015. Läst 10 mars 2016.
20. ↑  http://www.aftonbladet.se/nojesbladet/tv/article21841160.ab
21. ↑  http://www.svd.se/intressant-historielektion-urartar-framat-dopparedan
22. ↑  http://www.gp.se/n%C3%B6je/tusen-%C3%A5r-till-julafton-1.170969
23. ↑  http://www.skd.se/2015/12/01/en-julkalender-att-kapitulera-infor/
24. ↑  http://ng.se/artiklar/recap-tusen-ar-till-julafton-avsnitt-4
25. ↑  http://nyheter24.se/noje/821116-nej-cleo-ar-borta-ur-julkalendern-da-kommer-hon-tillbaka
26. ↑  ”Arkiverade kopian”. Arkiverad från originalet den 22 december 2016. https://web.archive.org/web/20161222155449/http://www.tidningensolo.se/17-bevis-pa-att-cleo-ar-stjarnan-i-arets-julkalender#. Läst 22 december 2016.
27. ↑  http://www.svd.se/den-mest-utskallda-julkalendern
28. ↑  http://www.expressen.se/noje/julkalendern-anmals-till-konsumentverket/
29. ↑  ”Arkiverade kopian”. Arkiverad från originalet den 22 december 2016. https://web.archive.org/web/20161222222121/http://tvdags.se/artikel/sa-var-det-dags-igen-moralpaniken-over-julkalendern-nar-nya-hojder. Läst 22 december 2016.
30. ↑  http://www.expressen.se/noje/foraldrarnas-ilska-mot-julkalendern-i-svt/
31. ↑  http://www.expressen.se/noje/tusen-ar-till-julafton-kan-stoppas-av-tvist/
32. ↑  http://www.svt.se/kultur/film/tvist-satter-stopp-for-svt-s-succejulkalender?cmpid=del:pd:ny:20160908:tvist-satter-stopp-for-svt-s-succejulkalender:nyh
33. ↑  ”Arkiverade kopian”. Arkiverad från originalet den 16 september 2016. https://web.archive.org/web/20160916021914/http://www.vk.se/1809182/rattighetsbrak-begraver-julkalendern. Läst 10 september 2016.
34. ↑  http://www.dn.se/kultur-noje/film-tv/forra-arets-julkalender-kan-aldrig-mer-visas/
35. ↑  http://www.svt.se/kultur/svt-erkanner-julkalendern-kommer-aldrig-mer-visas
36. ↑  https://archive.org/details/tusen-ar-till-julafton_2015
37. ↑  ”North Kingdom | 1000 år till julafton”. North Kingdom. https://www.northkingdom.com/case/1000-years-to-christmas. Läst 7 december 2022.
38. ↑  Mamma Elin (1 december 2015). ”Julkalendern Tusen år till julafton är gratis för iPhone, iPad och Android. Läs recensionen!”. PappasAppar.se. https://www.pappasappar.se/tusen-ar-till-julafton/. Läst 8 januari 2024.